# つつがライフル射撃場
つつがライフル射撃場（つつがライフルしゃげきじょう）は、広島県山県郡安芸太田町上筒賀にある、広島県ライフル射撃協会が運営管理する、ライフル射撃場。

## 概要
国際的ライフル射撃競技大会が実施できる射撃場。50 mの射場は日本で唯一の国際規格である。
常設のビームライフル射撃場（20射座）、エアライフル射場（50射座）、スモールボアライフル射場（70射座）を有する。10 m射場50射座と50 m射場70射座の全部、決勝戦用25 m射場のうち10台が電子標的。観客席もある。
1994年アジア競技大会、1995年ISSFワールドカップ、1996年ひろしま国体のライフル射撃会場として使用され、2011年おいでませ!山口国体でも会場として使用された。
毎年、全国高校ライフル射撃競技選手権大会など全国規模の大会、日本代表の合宿などによく使用される。
土曜･日曜･祝祭日のみ一般開放され、ビームライフルやデジタルピストルの射撃体験ができる。

## 住所
- 広島県山県郡安芸太田町上筒賀猪股山919

## 交通
- 車のみ
  - 中国自動車道戸河内ICから国道186号を西へ約5 km、県道41号を南へ約4 km。
  - 中国自動車道吉和ICから国道186号を東へ約6 km、県道41号を南へ約4 km。

## 登場した作品
- ライフル・イズ・ビューティフル - サルミアッキによる日本の4コマ漫画、および2019年10月より放送されたテレビアニメ。全国高校ライフル射撃競技選手権大会の舞台として登場する。